# Trigonoscelus coelebs
Trigonoscelus coelebs är en skalbaggsart som beskrevs av Rudolph Petrovitz 1963. Trigonoscelus coelebs ingår i släktet Trigonoscelus och familjen Aphodiidae. Inga underarter finns listade i Catalogue of Life.